# 서배너 거스리
서배너 거스리(Savannah Guthrie, 1971년 12월 27일 ~ )는 미국의 언론인, 변호사이며 NBC 뉴스 소속이다. 2012년 7월부터 《투데이쇼》의 앵커로도 출연하고 있다.